# Охотники за головами Кораллового моря
«Охотники за головами Кораллового моря» — книга Иона Идрисса 1940 года о Джеке Айрленде и Уилле д’Ойли, двух мальчиках, которые выжили после крушения парусника Charles Eaton о подводные скалы Большого барьерного рифа в 1843 году.

## История создания

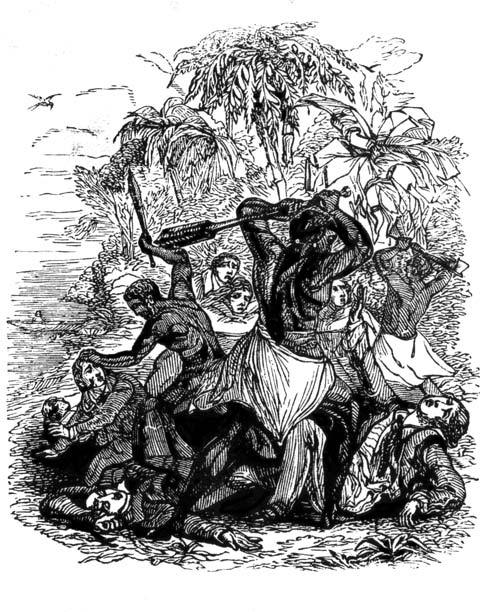
Гравюра из книги Джона Айрленда, одного из выживших, «The shipwrecked orphans: A true narrative of shipwreck and sufferings of John Ireland and William Doyley (Teller's amusing, instructive and entertaining tales)»

Выжившие после катастрофы парусника «Чарльз Итон» смогли добраться до небольшого песчаного рифа, который сейчас называется Бойданг, однако были убиты туземцами, которые сохранили их черепа для своих ритуалов. Пощадили только Уильяма и Джорджа Д'Ойли. Их история и послужила основой для будущих произведений Идрисса.  
Ранняя версия истории была описана Идриссом в повести Drums of Mer. «Охотники» оказались коммерчески успешными, книга стала бестселлером и получила положительную критику в прессе своего времени. Однако именно повесть Drums of Mer оставила более заметный след в истории австралийской литературы. 